# Batalha de Forte Sumter
A Batalha de Forte Sumter é o termo utilizado para se referir ao bombardeio realizado entre 12 a 13 de abril de 1861 pelo exército dos Estados Confederados da América com a intenção de expulsar as tropas federais que ocupavam a fortificação de Forte Sumter, situada na entrada da baía de Charleston na Carolina do Sul. A importância desta batalha, que não causou muitas baixas, radica em que foi o estopim que desencadeou a Guerra de Secessão, o conflito mais sangrento ocorrido no território dos Estados Unidos.
As negociações prévias tentavam pactuar a rendição das tropas que ocupavam o forte e das condições. Paralelamente, ambos os governos acusavam-se mutuamente de serem culpados de uma possível entrada no conflito. Para ambos os lados, as ações prévias visavam estimular as suas tropas e convencer os estados ainda indecisos para que se unissem à sua causa, visando a apresentar o adversário como o agressor caso em que finalmente a guerra se tornasse efetiva. O conflito começou a se gestar com o confronto do governador de Carolina do Sul, Francis W. Pickens, com o Presidente dos Estados Unidos em exercício, o democrata James Buchanan. Este confronto continuou a partir de março, através do Presidente do Governo confederado Jefferson Davis com o Presidente norte-americano Abraham Lincoln.
Após vários meses de negociação, o ataque ao forte das tropas confederadas provocou a mobilização do exército federal por Abraham Lincoln e precipitou ao país à guerra civil.

## Antecedentes da batalha

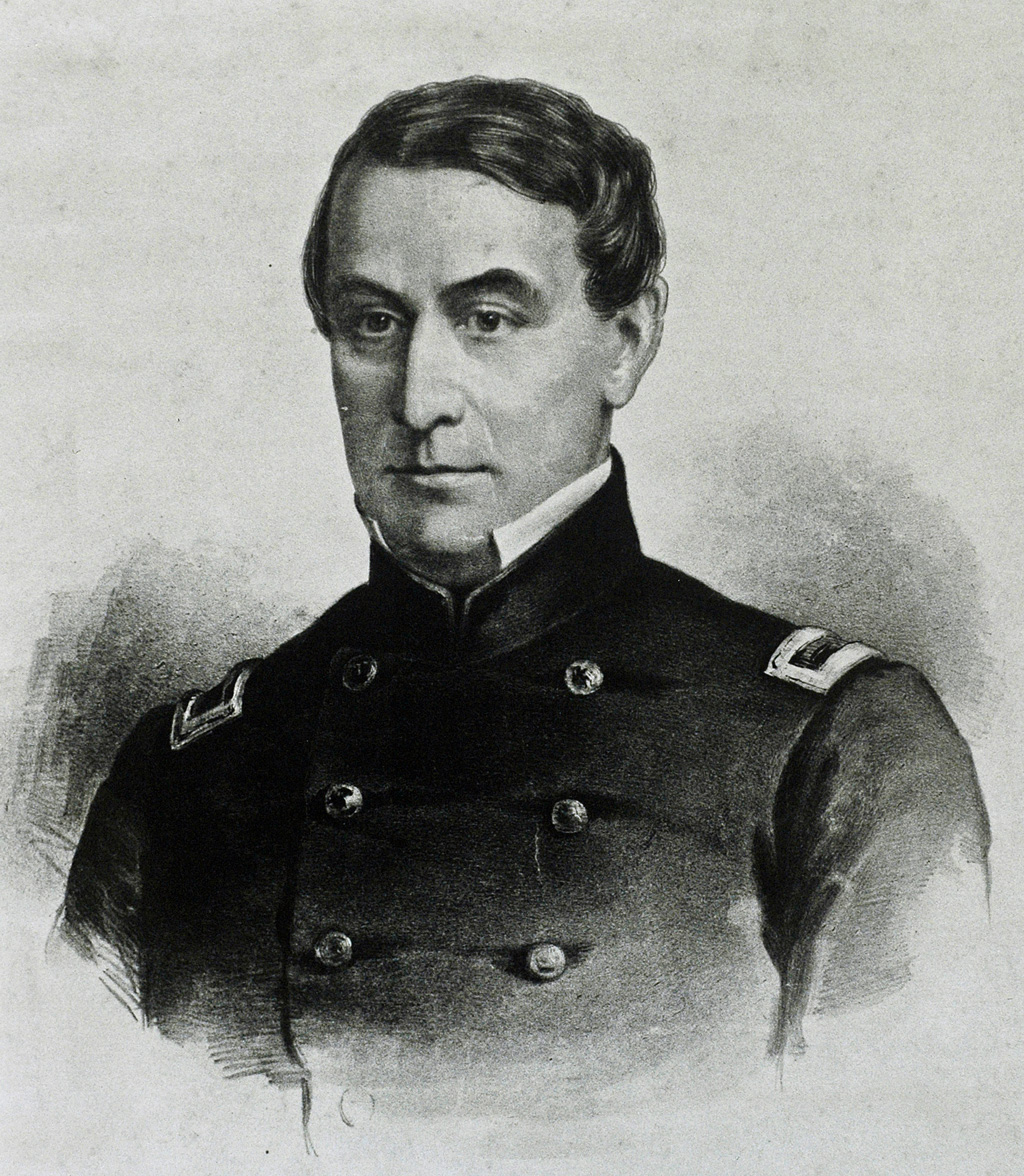
O comandante Robert Anderson, dirigiu as tropas federais durante a resistência do forte.

Da independência dos Estados Unidos, a questão da escravidão era causa de confronto entre os estados do Norte e os estados do Sul. Com a aparição do partido republicano, declarado abertamente abolicionista, pioraram as relações e a luta ideológica entre ambos os lados tornou-se ainda mais patente. Quando Abraham Lincoln foi eleito presidente em finais de 1860, graças ao apoio republicano dos estados do Norte, quebrou o equilíbrio político que estava garantindo aos estados do Sul a continuidade do seu sistema social e político.
Quando os estados sulistas sentiram ameaçado o seu sistema escravista pela futura presidência de um republicano, alguns deles decidiram declarar a sua independência. Embora a maioria das infra-estruturas públicas e militares dos estados cindidos estivessem controladas por eles, alguns funcionários públicos decidiram apoiar o lado federal e adotar essas posições, assim foi o caso da Praça de fortificação de Fort Sumter, na baía de Charleston.

### Fort Sumter e os seus recursos em finais de 1860

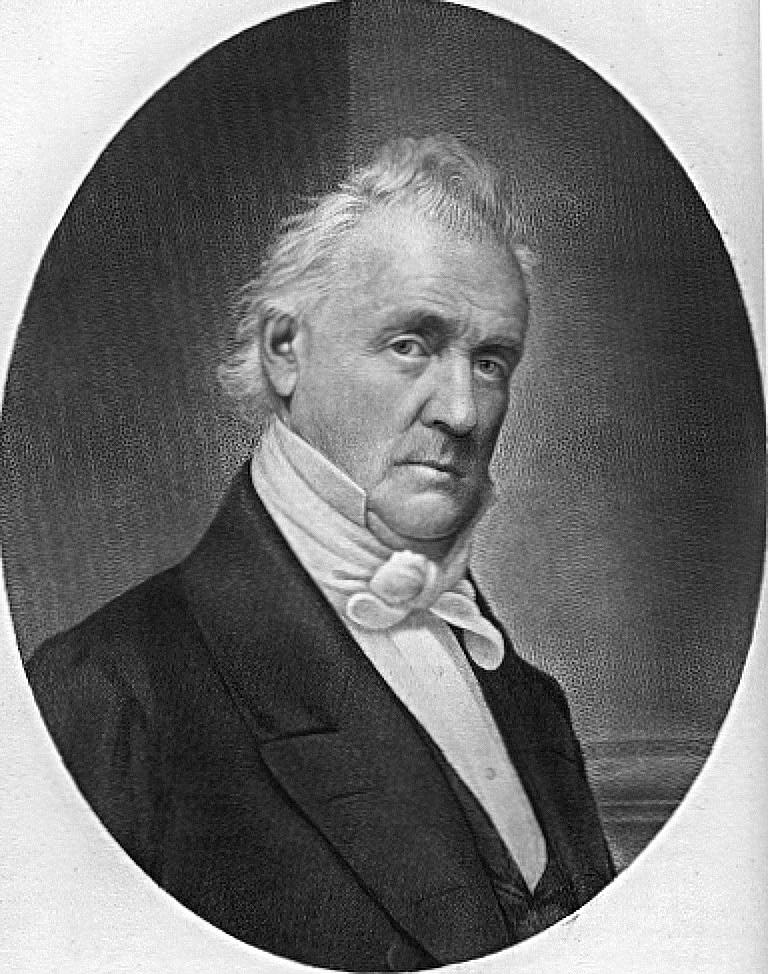
O Presidente James Buchanan, era Presidente em exercício dos E.U.A. durante o conflito.

Fort Sumter era um forte sob controlo federal, situado sobre um ilhote de granito artificial à entrada da baía de Charleston. Em princípios de dezembro de 1860, o forte era ocupado apenas por alguns operários que se encontravam realizando melhoras no interior. As tropas do exército, 68 homens, encontravam-se ocupando outra fortificação da zona, Fort Moultrie.
Após declarar a sua independência, a 20 de dezembro de 1860, Carolina do Sul enviou diplomáticos ao Governo Federal para negociar a entrega dos fortes localizados em Charleston e que eram controlados pelo exército federal. Estas negociações tinham a pressão de que várias centenas de milicianos asseguravam que se apoderariam dos fortes através da violência se o Governo Federal recusava as suas propostas. Nesse momento, Abraham Lincoln foi eleito Presidente dos Estados Unidos, embora o presidente em exercício continuasse sendo o democrata James Buchanan até 4 de março de 1861, quando terminaria o seu mandato.
As escassas tropas localizadas em Fort Moultrie não eram dirigidas por um militar do Norte mas por um natural de Kentucky, Robert Anderson, que fora proprietário de escravos e era compreensivo com as posições do Sul. Contudo, o comandante Anderson declarou-se antes de tudo fiel à sua bandeira, a federal, e tinha a esperança de Estados Unidos não se precipitasse em uma guerra que não faria outra coisa senão dividir o seu país, o seu estado e até mesmo a sua família. Além disso, era consciente de que se a guerra chegava a ocorrer, teria o seu estopim num dos estranhos enclaves militares que ainda se encontravam sob controlo federal mas que estavam situados no Sul.
Com o fim de proteger o forte contra possíveis ataques da Confederação, Robert Anderson enviou a Washington uma solicitação de reforços. O Presidente, Buchanan, queria impedir a todo custo qualquer derramamento de sangue antes de se acabar o seu mandato, e recusou enviar reforços. Embora também não realizasse uma evacuação das tropas encravadas no forte, em troca de que Carolina do Sul se comprometesse a não atacar a posição ao menos até declararem terminadas as negociações diplomáticas.

### As tensões militares e políticas

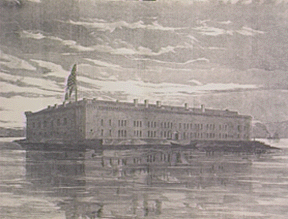
Imagem de Fort Sumter antes da batalha.

Na noite do 26 de dezembro de 1860, o comandante Anderson decidiu, pela sua própria iniciativa, trasladar os seus homens, discretamente, de Fort Moultrie para Fort Sumter, com a intenção de oferecer uma maior resistência caso de finalmente se produzir um ataque das tropas dos estados cindidos. As reações a esta manobra não resultaram ser as que ele aguardava.
Os federais aclamavam-no como a um herói que fizera uma boa trapaça aos sulistas. O senador de Massachusetts, Leverett Saltonsatall, por exemplo, declarava em Boston o seguinte:
Enquanto tenham Fort Sumter, não me preocuparei pelo nosso ideal, o da gloriosa União.
As reações confederadas foram muito diferentes. Os sulistas consideraram esta manobra de Anderson como um abuso da sua confiança. Alguns jornais sulistas  interpretaram-no como uma declaração de guerra.
O Presidente Buchanan duvidou em pedir a Anderson que se incorporasse à sua antiga posição, Fort Moultrie, pois tal decisão poria em perigo a confiança no Partido Democrata nos estados do Norte, já muito enfraquecida pela recente vitória do Partido Republicano nas eleições presidenciais apresentando Abraham Lincoln. Finalmente Buchanan escolheu ficar firme, e até mesmo aceitou, por sugestão do general Winfield Scott, reforçar a fortificação de Fort Sumter.
Foram enviados 200 homens de reforço a bordo do navio comercial Star of the West. Anderson não informou da chegada dos reforços, mas ocorreram filtrações da informação que chegaram aos jornais e que a publicaram. Enquanto o navio intentava chegar ao porto de Charleston, a artilharia sulista abriu fogo contra ele. Então o navio viu-se forçado a realizar uma virada de 180 graus.
A tensão política aumentava e os dois bandos acusavam-se mutuamente de agressão. Porém, os outros estados secessionistas ordenaram a Carolina do Sul que não desencadeasse uma guerra antes que a Confederação não estivesse organizada e preparada militarmente para isso.

### Chegada ao poder de Lincoln

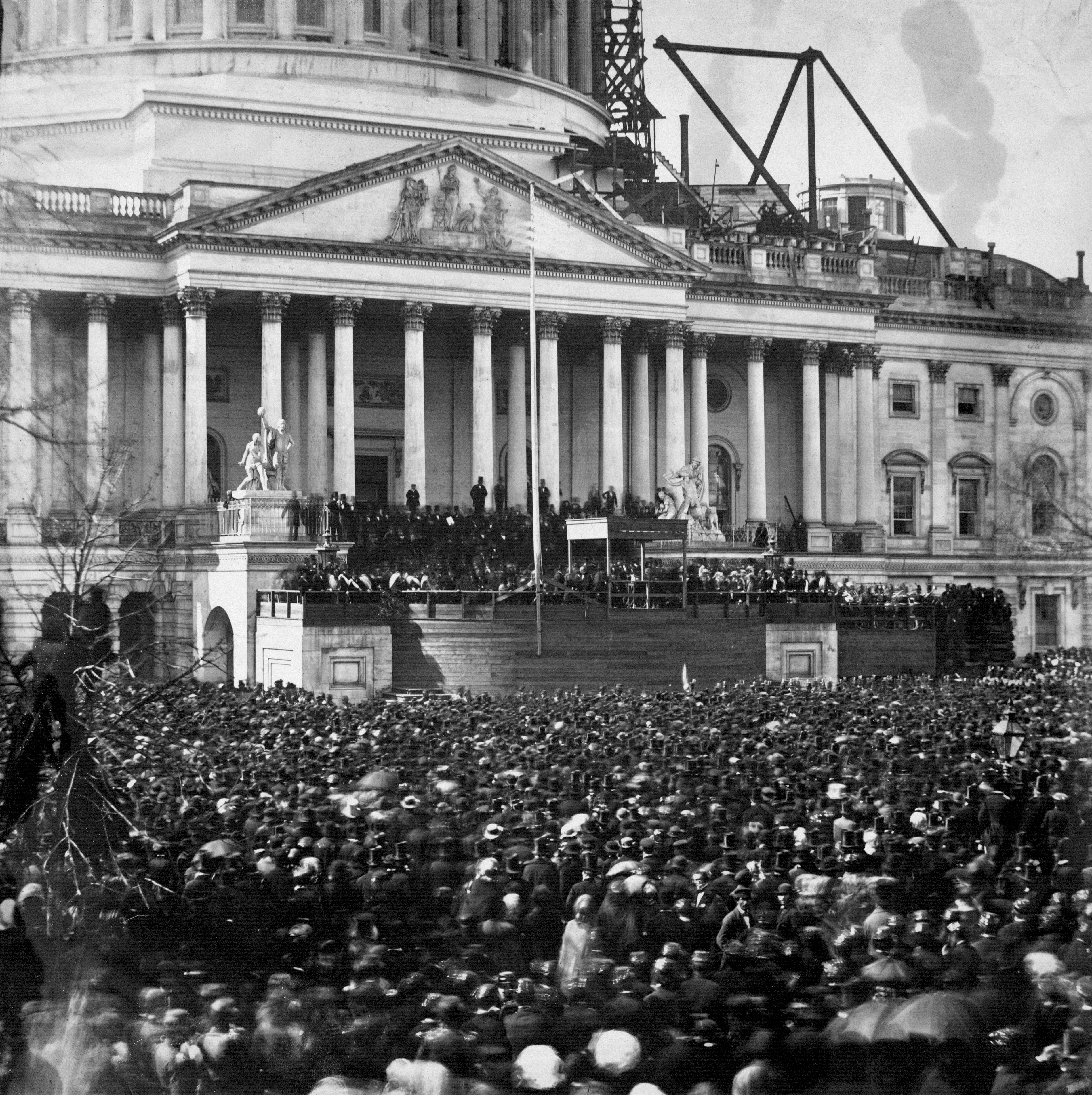
Ato de investidura de Abraham Lincoln, a 4 de março de 1861.

A 4 de março de 1861, James Buchanan traspassou os poderes a Abraham Lincoln. Nesse momento a situação dos interesses dos Estados Unidos em Charleston estava muito deteriorada. O Presidente dos Estados Confederados da América, Jefferson Davis, retomou as negociações do traspasso do controlo do forte, paralelamente também enviara a Charleston o general Pierre Gustave Toutant de Beauregard para tomar o controlo dos milhares de milicianos ali localizados. Ao dia seguinte da sua investidura, Lincoln foi informado de que o forte começava a carecer de recursos e comida.
Lincoln então baralhou várias possibilidades. Pôde decidir fazer intervir à frota federal para que se congregasse pela força em Fort Sumter, tomando ao assalto a baía de Charleston. Tal decisão faria que o Norte fosse designado como o agressor, o que poderia dividir os seus próprios estados membros e, ao mesmo tempo, reforçar o bando do Sul. Pôde também escolher ceder o controlo do forte criando uma paz mais duradora, desta forma conservaria o apoio de alguns estados limítrofes aos estados do Sul e cuja posição no conflito era ainda vacilante. Esta decisão poria em risco a sua autoridade, a qual seria tachada de débil e que ainda tinha que demonstrar.

O Presidente dos E.U.A. Abraham Lincoln.

O Presidente Lincoln ganhara as eleições primárias do seu partido com um escasso apoio, pois as grandes figuras do Partido Republicano estavam inimizadas demais como para se darem apoio mútuo. Devido a isto, Lincoln foi eleito candidato. Uma vez o Partido Republicano ganhou as eleições presidenciais, muitos acreditavam que iam ter muito peso no governo, entre eles William H. Seward, que foi eleito Secretário de Estado da nova administração e que esperava dirigir oficiosamente o país. Assim, por iniciativa própria, pôs-se em contato com a Confederação para anunciar que Fort Sumter seria evacuado, uma decisão que em absoluto Lincoln tomara.
Entre os demais membros do gabinete de Lincoln, apenas um ministro, Montgomery Blair, opôs-se à rendição do forte. Para Blair, “renunciar ao forte é renunciar à União”. No processo de tomada de decisões neste respeito, um memorando do general Winfield Scott, da Virgínia, recomendava a capitulação sem condições do forte por motivos políticos, este ditame colocava-o como suspeitoso e incapaz de secundar ao comandante Anderson. A nível militar, considerou que a intervenção requeria uma frota importante de pelo menos 25 000 homens.

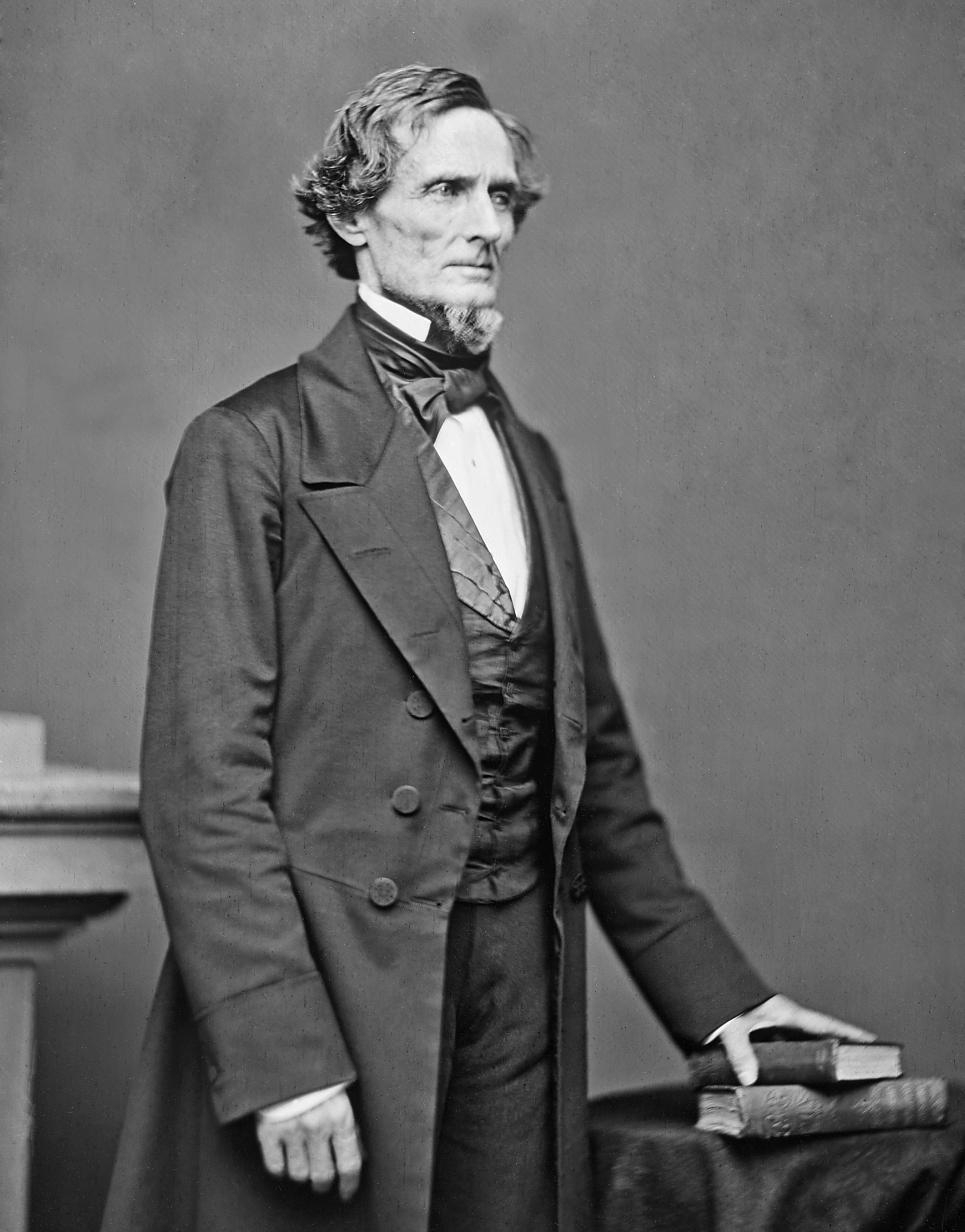
Jefferson Davis, Presidente dos Estados Confederados da América.

Lincoln decidiu adiar a tomada de uma decisão definitiva no referente a Fort Sumter, por outro lado decidiu apoiar outro forte numa situação similar em Florida, o Fort Pickens. Solicitou a preparação de uma expedição destinada a provê-lo de recursos, apesar da oposição da maioria dos seus conselheiros.
Contrário à intervenção, o Secretário de Estado William H. Seward mermou a expedição privando-a do uso do mais potente navio da frota. Visando evitar a guerra, também enviou ao Presidente Lincoln uma carta onde propôs preservar a União de entrar em conflito, focando-se em reunir norte e a sul para lutar contra a Espanha e  a França, que acabavam de intervir na ilha de Santo Domingo e no México apesar da doutrina Monroe. Lincoln tachou esta proposta de ridícula e fez-se forte frente ao seu rival político.
A 4 de abril, Lincoln deu definitivamente a sua aprovação para que uma expedição encabeçada por Gustavus Fox subministrasse recursos a Fort Sumter. O plano previu que a expedição não devia entrar em batalha na baía de Charleston, mas somente subministrar recursos a Anderson e as suas tropas. Se os confederados abriam fogo, então a marinha federal e as tropas expedicionárias teriam licença para intervirem militarmente. A intenção de Lincoln era que se os sulistas intervinham para bloquear a ajuda, e condenar portanto as tropas de Fort Sumter a falecer de inanição, então acusá-los de agressão. A 6 de abril, Lincol informou ao governador de Carolina do Sul que se levaria a cabo a expedição.

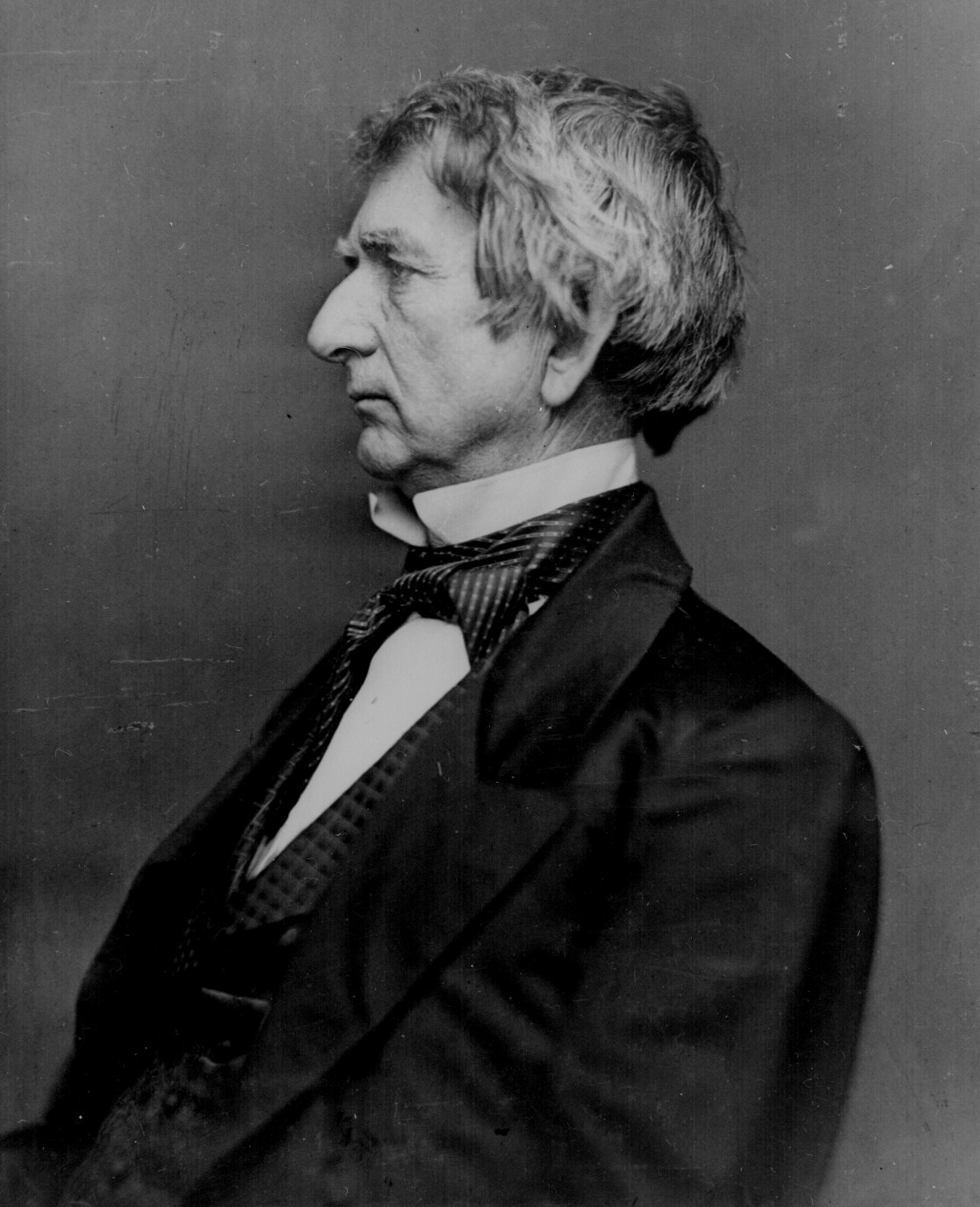
O Secretário de Estado da União, William H. Seward, foi um dos candidatos não eleitos à investidura pelo Partido Republicano em 1860.

As motivações de Lincoln para tomar esta decisão não se conhecem, mas há várias teses. Segundo uma primeira teoria, Lincoln pensou que somente a guerra podia salvar a sua administração e quis forçar o Sul a efetuar a primeira agressão. A segunda teoria mantém que Lincoln não quis ver o seu governo desacreditado e permitir que outras potências internacionais reconhecessem a Confederação como um país. Também assegura que Lincoln pensava que deixar ao Sul a escolha entre um palco de paz ou um de guerra com os Estados Unidos, e a ameaça permanente que isto suporia, não era um comportamento responsável. A terceira teoria afirma que Lincoln na realidade desejava preservar a paz, mas viu-se obrigado a chegar à guerra e, consequentemente, desejou garantir que o Norte partisse da melhor posição possível no conflito que se avizinhava.
Pela sua vez, o Presidente da Confederação encontrava-se com problemas políticos similares aos de Abraham Lincoln. Pressionado por alguns estados do sul para que interviesse energicamente, sabia que passar por ser o agressor supunha a negação do apoio dos estados indecisos e que estes se inclinassem pelo Norte, o que  provocaria uns bandos na guerra completamente desequilibrados. Por outro lado, quanto mais tempo passava, os estados indecisos mais queriam permanecer na União e a segurança que esta depreendia frente à opção confederada. O conflito serviria para mandar calar os estados que se queixavam de estarem "submetidos" e os que concebiam que deixar correr o tempo era contraproducente para os seus interesses. Por exemplo, o jornal Charleston Mercury, fazendo referência à situação estratégica da baía da Carolina do Sul, publicou que:
| “ | Os estados que limitam com o Sul não subscreverão nunca a nossa causa enquanto não provemos que uma tropa de setenta homens não possam ter o controlo do pórtico do nosso comércio. | ” |

## A batalha

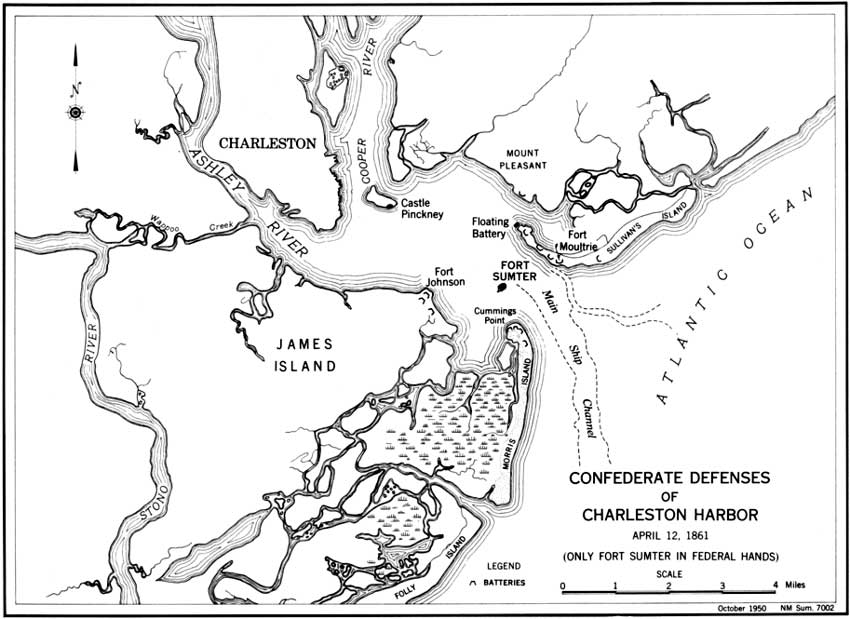
Mapa do porto de Charleston no momento da batalha.

A 9 de abril, o general Pierre Beauregard recebeu a ordem de Jefferson Davis e o seu gabinete de tomar Fort Sumter antes da chegada da frota federal. No seu gabinete, somente o Secretário de Estado, Robert Toombs, opôs-se a esta decisão e declarou:
| “ | Sr. Presidente, a decisão atual trata-se de um suicídio e um assassinato, além de que perderemos todos o nossos colegas do Norte. Por capricho, vão a bater um ninho de vespas que se estenderão dos oceanos até as montanhas, e os seus legionários, atualmente tranquilos, irão nos invadir devagar e matar-nos todos com as suas picaduras. Não é necessário pôr a culpabilidade no nosso bando e isto acabará sendo fatal. | ” |

Desde três meses antes, as tropas da Confederação foram-se situando em torno de Fort Sumter preparando-se para uma possível defesa da baía de Charleston contra um assalto por parte da frota federal ou para realizar um possível ataque contra o forte.

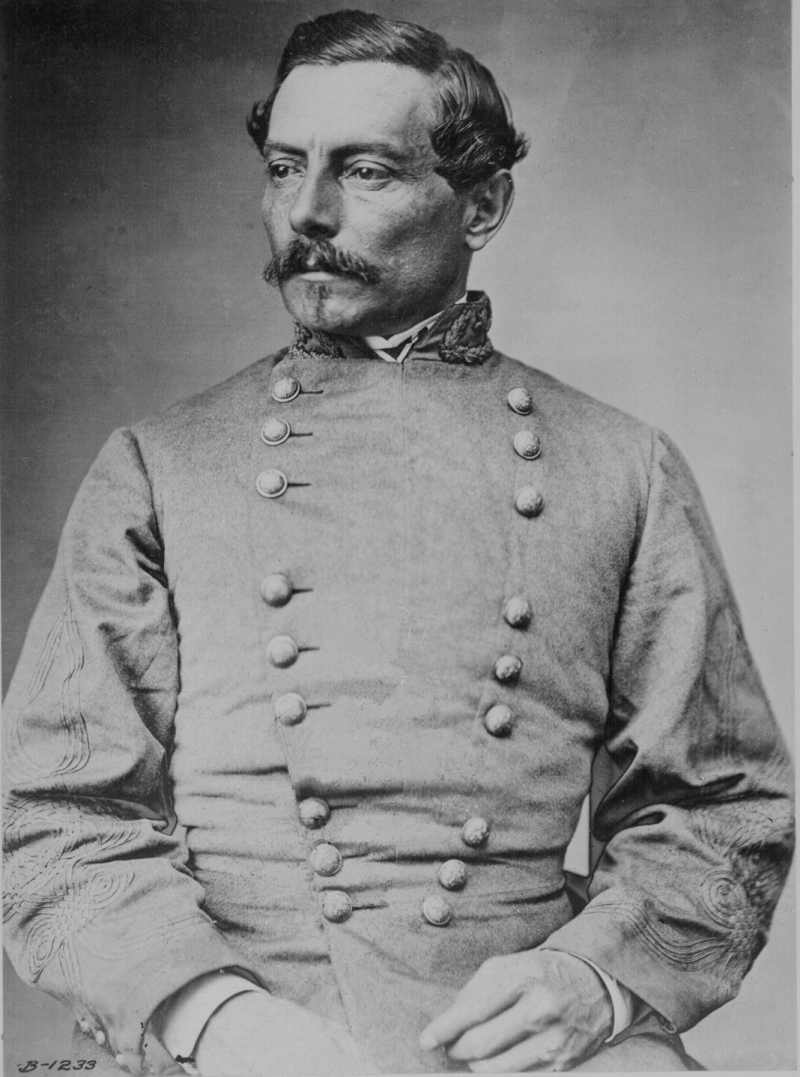
General Pierre Beauregard.

A 12 de abril de 1861, a 3h20. da manhã, os Confederados informaram a Anderson que uma hora mais tarde iam abrir fogo contra o forte. Anderson recusou a petição de capitulação de Beauregard, embora comentasse ao mensageiro sulista que a fome provocaria em qualquer caso a rendição em uns dias se não eram abastecidos. A 4h30. um tiro de canhão desde Fort Johnson sobre Fort Sumter indicou o princípio da batalha e começou o bombardeio de 43 canhões e obuses, situados em Fort Johnson, Fort Moultrie e Commings Point. Anderson não replicou até passadas as sete da manhã, hora à qual o capitão Abner Doubleday disparou sobre a bataria confederada de Commings Point.
O bombardeio começou, assim, a 12 de abril pela manhã; enquanto isso, a frota expedicionária de aprovisionamento que se encaminhava a Fort Sumter sofreu o acosso de uma forte tormenta que lhe faz impossível entrar em combate. Ordens confusas de Seward e de Lincoln desviaram o USS Powhatan, o navio principal da expedição, para Fort Pickens. Com problemas de escassez de soldados, as tropas federais e os canhões do forte respondiam sem grande eficácia. Anderson decidiu afastar os seus soldados dos lugares da fortificação de mais exposição ao bombardeio, mas isto também os privaria de utilizar os seus melhores canhões. O forte foi construído visando recusar ataques navais, e os canhões principais eram situados nos locais elevados onde a marinha tinha dificuldades para os atingir, mas, pelo contrário, era onde mais impactavam os obuses da milícia de Carolina do Sul.
Além disso, com escassez de soldados, as tropas federais apenas utilizavam os canhões dos níveis inferiores de Fort Sumter, tendo poucas oportunidades de atingir as batarias dos fortes que controlavam a milícia de Carolina do Sul. Devido a que se derribou várias vezes a bandeira dos Estados Unidos, as tropas confederadas comprovavam regularmente se os federais se renderam. A capitulação não foi aceite pelos federais até 34 horas depois do começo do bombardeio. A 14 de abril, a bandeira da Confederação foi içada em Fort Sumter.

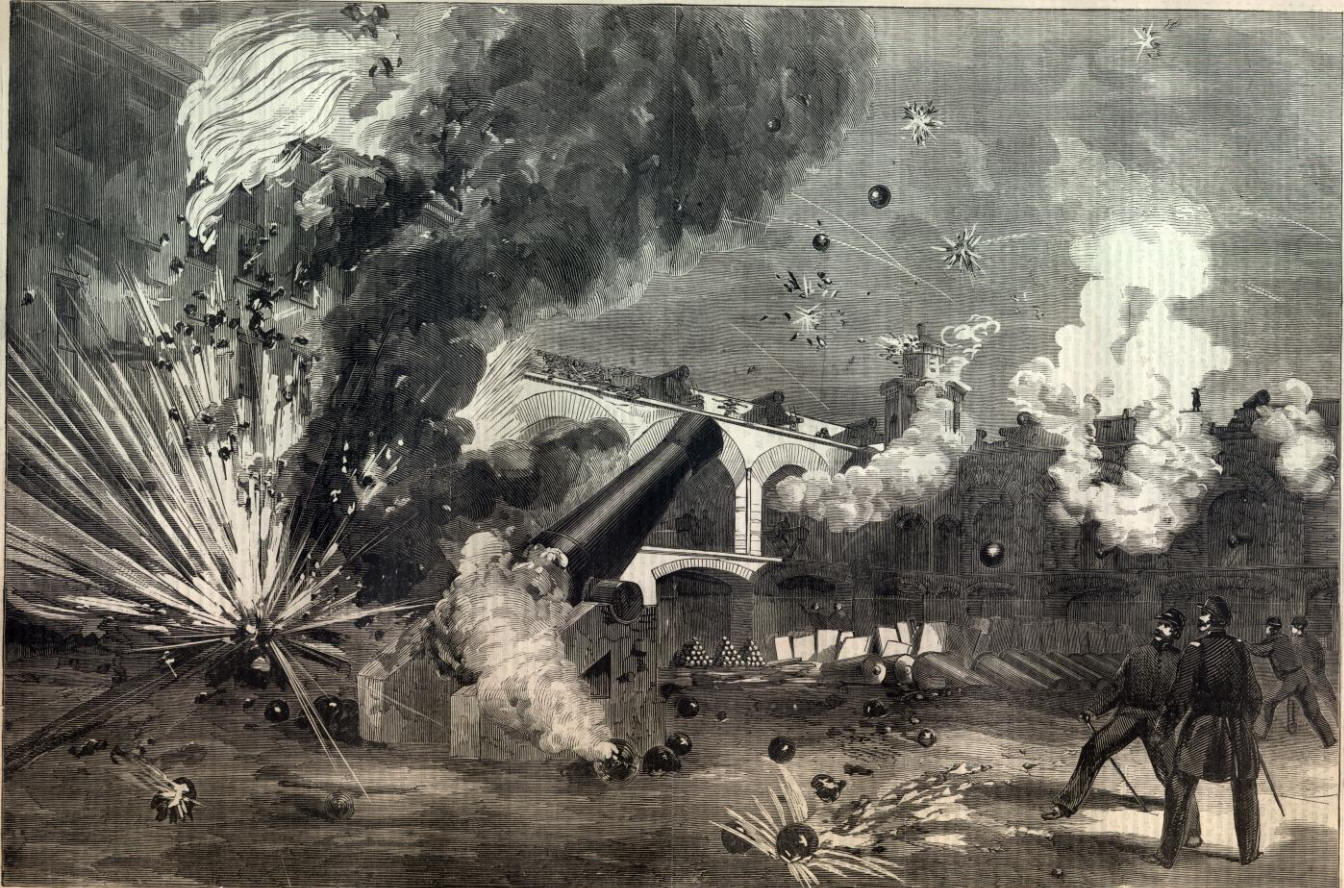
Impactos sobre Fort Sumter.

Durante a batalha, os confederados lançaram ao redor de 4 000 tiros de obuses e metralha, enquanto os federais realizaram ao redor de mil. Contudo, as únicas vítimas foram cinco feridos do bando federal e quatro feridos do bando confederado. Como curiosidade, a única vítima mortal na batalha foi um cavalo sulista. Após a batalha, uma das condições solicitadas para a capitulação do comandante Anderson era que se realizasse uma salva de centos de canhonaços. A realização desta salva provocou um acidente que se cobrou a vida de um soldado confederado e feriu outros vários. Foi a única vítima mortal que ocorreu em todo o acontecimento. Finalmente, as tropas federais foram levadas para território da União, isto permitiu a Anderson, e sobretudo a Abner Doubleday, continuar fazendo carreira no exército.

### Consequências para a União
A 15 de abril de 1861, em resposta ao bombardeio confederado sobre o forte, Lincoln decidiu recrutar 75 000 soldados, com o fim de deter uma rebelião que o sistema judiciário não pôde interromper. A maioria das populações do Norte mostraram-se favoráveis a esta decisão de ressarcimento das ações dos secessionistas. Até mesmo nas cidades do Norte simpatizantes da causa sulista, dominadas pelo Partido Democrata, e eram favoráveis à defesa da União. Assim, em Nova Iorque, cidade que se rebelara contra a autoridade federal em 1863, uma concentração unionista reuniu mais de 250 000 pessoas.
Os democratas do Norte repetiram a mensagem dos republicanos. Um dos seus principais representantes, Stephen A. Douglas, que venceu nas eleições em Illinois a Abraham Lincoln em 1858, declarou aos cidadãos de Chicago:
| “ | Esta questão somente tem duas caras. Um não pode estar senão em favor dos Estados Unidos ou contra eles. Nesta guerra, não há sítio para a neutralidade, somente há patriotas ou traidores. | ” |

Para os periódicos da zona federal, o Sul violou claramente a Constituição opondo-se pela força ao Governo legal de Washington. Os soldados federais pensavam que iam lutar para preservar o Governo, a unidade do país, a Constituição e a herança conseguida após a Guerra da Independência, na qual lutaram contra Inglaterra. A estas alturas a questão da escravidão para a União tornou-se numa questão secundária, em primeiro lugar passaram problemas derivados da secessão.
Dada a forma em como estourou a guerra, com um ataque a Fort Sumter por parte da Confederação, a união política do Norte era garantida, bem como a inclinação para este bando dos estados indecisos, ao menos a curto prazo. Até mesmo em alguns estados leais à federação o oferecimento de tropas superava amplamente as requeridas pelo Governo. Indiana ofereceu doze regimentos contra os seis pedidos por Washington.

### Consequências para a Confederação

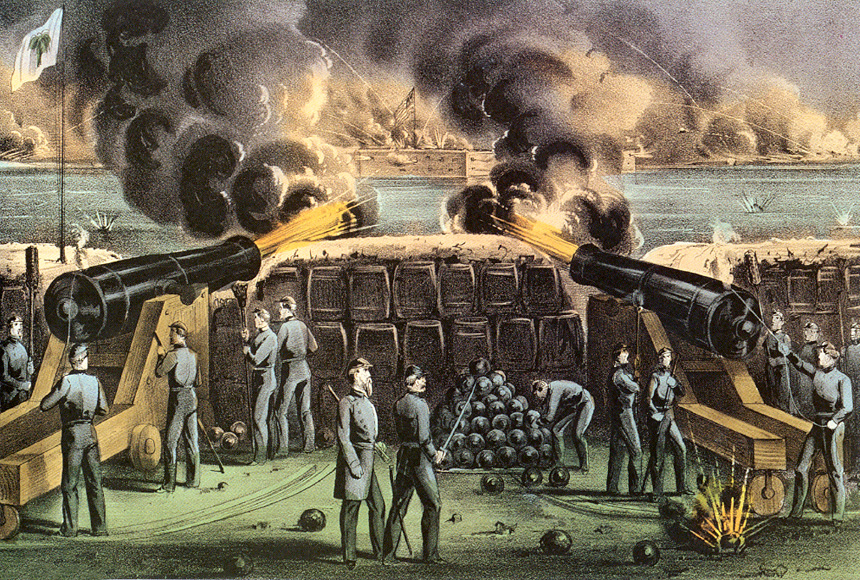
Tropas confederadas bombardeando desde um dos fortes próximos.

O Sul de modo algum queria passar por ser o agressor. Após a batalha, Jefferson Davis declarou:

Sentimos que a nossa causa é justa e consagrada, manifestamos solenemente frente à humanidade que desejamos a paz, seja o que for o seu preço, se salvaguarda a nossa honra e a nossa independência. Não desejamos buscar conquista nenhuma, nenhuma ampliação territorial, nenhuma concessão de nenhum tipo por parte dos estados com os quais estávamos unidos até ontem; todo o que pedimos é que nos deixem em paz”.
Sendo a estratégia do Norte sentir-se atacado pelos acontecimentos acontecidos em Fort Sumter, a estratégia do Sul construiu-se baseando-se em proclamar que Abraham Lincoln estava destinando esforços em reunir um exército com a intenção de invadir o seu país e submeter pela força aos seus concidadãos. A decisão de Lincoln propiciou a alguns militares do Sul que duvidavam inclinar-se finalmente do lado confederado. O caso mais representativo foi o de Robert E. Lee, que recusou obedecer às ordens do exército federal e tomou finalmente o mando do exército de Virgínia. Esta declarou a sua independência a 17 de abril, dois dias depois da mobilização requerida por Lincoln.
Finalmente, o Sul proclamou uma prolongação do espírito herdado de 1776, numa segunda guerra de independência e sublinhou a ideia de resistir um “tirano”. De fato, se a legitimidade do Presidente Lincoln no sudeste era discutida a um nível constitucional, é claramente nula a nível popular, ao menos entre a população branca. Lincoln, em efeito, fora eleito apenas com os votos dos estados do Norte. Além disso, o Partido Democrata, que apresentava dois candidatos, recebeu 47,6% dos sufrágios contra 39,9% para o partido republicano, apenas os grandes eleitores garantiram a vitória deste último.
Após Virgínia, três estados limítrofes mais (Arkansas, Tennessee e Carolina do Norte) uniram-se à Confederação por causa do ataque ao forte, e sobretudo, após a chamada às armas do Presidente Lincoln.

## O retorno da bandeira

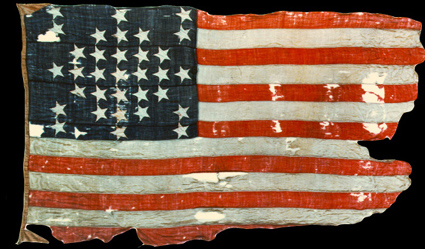
A bandeira de Fort Sumter.

A 14 de abril de 1861, o comandante Anderson tivera o cuidado de levar a bandeira federal de Fort Sumter para Washington. Alguns dias depois da rendição de Robert E. Lee em Appomattox, a 9 de abril de 1865, e o final efetivo da Guerra de Secessão, Robert Anderson voltou para Fort Sumter e mandou içar de novo a antiga bandeira sobre o forte. A noite do 14 de abril, cinco dias mais tarde, Lincoln era assassinado em Washington.